# K.G. Scherman
Karl Gustaf Scherman, känd som K.G. Scherman, född 30 augusti 1938 i Bromma församling i Stockholm, är en svensk civilekonom och ämbetsman. 
Scherman är son till distriktschefen Wilhelm Scherman och Stina, ogift Lagergren. Han tog examen vid Kungliga Tekniska högskolan (KTH) 1962 och diplomerades från Handelshögskolan (DHS) 1966. Han var budgetsekreterare vid Solna stad 1965–1967, ekonomichef Södertälje kommun 1968–1973, stadsdirektör där 1974–1976, statssekreterare hos Elvy Olsson (c) vid Bostadsdepartementet under regeringen Fälldin I 1976–1979, sjukhusdirektör vid Karolinska sjukhuset 1979–1981 och generaldirektör vid Riksförsäkringsverket (RFV) 1981–1996.
Han har varit ledamot av diverse utredningar och styrelser. Han var ordförande i delegation för bostadsfinansiering 1976–1978, delegation för frågor om energihushållning i bebyggelse 1978, särskild utredningsman för ny byggnadslagstiftning 1978–1979, ordförande i tomträttsutredning, särskild utredningsman vid individuell mätning och debitering 1979–1983, särskild utredningsman vid tvångsvård i socialtjänsten 1991–1992, särskild utredningsman för företagshälsovården 1992, sakkunnig i hälso- och sjukvårdsberedning, ledamot av folkhälsogruppen, ledamot av första AP-fondens styrelse, ledamot av internationella socialförsäkringsorganisationen ISSA och ordförande i dess permanenta kommitté för pensionsfrågor, ordförande i stiftelsen Rödakors-hemmet, styrelsen för Röda Korsets sjukhus, Röda Korsets sjuksköterskeskola, en av huvudmännen för stiftelsen Kungafonden Med folket för fosterlandet och Konung Gustaf V:s 80-årsfond.
Scherman var gift första gången 1961–1997 med Birgitta Johansson (född 1938), dotter till lantbrukaren Gustaf Johansson och Anna, ogift Eriksson. De fick fyra barn tillsammans, däribland advokaten Cecilia Runesson som är gift med akademiledamoten Eric M. Runesson. Andra gången gifte han sig 1998 med Lena Malmberg (1947–2017), efter vilken han nu är änkling.